# Agustín Alaniz
Agustín Nicolás Alaniz Sani (ur. 16 maja 2002 w Montevideo) – urugwajski piłkarz występujący na pozycji skrzydłowego lub napastnika, od 2025 roku zawodnik argentyńskiego Banfield.